# Бабаева, Айгуль Дуйсенбаевна
Айгуль Бабаева (каз. Айгүл Дүйсенбайқызы Бабаева; род. 1 ноября 1961, Алма-Ата) — казахстанская певица, композитор, поэтесса и телеведущая. Работает в жанрах POP, JAZZ, исполняет романсы и песни народного творчества.

## Биография
Бабаева Айгуль Дуйсенбаевна — родилась 1 ноября 1961 в городе Алматы в многодетной семье учителя. В 1978 окончила среднюю школу № 115, которой 24 июля 2001 года присвоили имя её отца, Дуйсена Бабаева, заслуженного работника Казахстана.
После окончания школы была принята в Алматинское Объединение Музыкальных Ансамблей в качестве солистки-вокалистки. В 1982 году Министерством культуры РСФСР была аттестована на специальность солистки-вокалистки эстрадного ансамбля, категория — II. Выступала с Московским коллективом «Мистерия Буф» по городам России и представляла Республику Казахстан. В 1983 году была принята в эстрадно-молодёжный ансамбль «Гульдер» в качестве солистки-вокалистки и гастролировала по городам Казахстана. В 1987 году стала лауреатом фестиваля «Каспий — Море Дружбы». Была солисткой оркестра «Big Band» при Алматинском Объединении Музыкальных Ансамблей, дирижёром которого был Сейдулла Байтереков. С 1992 года была руководителем оркестра при акционерном обществе «Иссык», где работала с молодыми исполнителями. 

В 1997 году телекомпания «ТАН» удостоила Айгуль Бабаеву почетным званием «Певица Года». В том же году, решением Высшей Академической Комиссии Международного Фестиваля популярной музыки «Азия Дауысы», певице был присужден приз Министерства образования и культуры Республики Казахстан за лучшую песню — «Одинокая Женщина», а песня «Народный Банк» стала победителем в конкурсе на лучшую песню для рекламного ролика Народного банка.
 
Айгуль Бабаева является соавтором песни композитора Айдоса Сагатова «Мой Казахстан». Певица написала большое количество песен для своих коллег. Песня «Закружила молва», которую Айгуль Бабаева подарила своей подруге, Нагиме Ескалиевой, является одной, из самых известных композиций певицы. 

В марте 1998 года выступила в качестве гостьи в Москве на телевизионной музыкальной передаче «Утренняя Звезда».10 июня 1998 года приняла участие в гала-концерте, посвященном презентации новой столицы — Астаны, где выступила с исполнителями из ближнего и дальнего зарубежья. 

Также, Айгуль Бабаева выпустила дебютный диск «Ветер Надежды», она является автором, композитором и исполнителем всех песен на этом альбоме. Среди них есть такие известные композиции, как «Одинокая женщина», «Ветер надежды», «Сезон», «Сердце и душа». 

В августе 1998 года Высшая Академическая Комиссия Международного Фестиваля популярной музыки «Азия Дауысы» присудила певице приз Министерства образования и культуры Республики Казахстан за лучшую песню — «Играй, король». Принимала участие в благотворительных концертах: на детском празднике «Айналайын» в г. Павлодаре, во Дворце Республики г. Алматы на концерте, который проводило «Общество женщин-инвалидов Казахстана», а также участвовала в других городских и республиканских мероприятиях. 

7 декабря 2009 года в здании Государственного академическом русского театра драмы им. М. Ю. Лермонтова состоялся первый сольный концерт и презентация нового альбома казахстанского композитора и певицы Айгуль Бабаевой «Оралу». Запись альбома походила на студии Metropolis с участием профессиональных музыкантов Mitch Dalton, Geoff Gascoyne, Michael Janisch, Preston Heyman в Лондоне. На диске 11 композиций казахских народных и современных композиторов Абая, Естая, Ахмета Жубанова, Нургисы Тлендиева: «Желсіз тунде жарык ай» Абая, «Ата толгауы» Нургисы Тлендиева, «Ак когершин» Ахмета Жубанова, «Корлан» «Естая», народные — «Сары бидай», «Бір бала», «Дайдидау», «Ак бакай», «Ак когершін», «Дедім-ай ау», «Илигай», «Ахау керім». В альбоме имеются: горловое пение и казахские народные инструменты — домбра, сазсырнай, сыбызгы, кылкобыз, шынкобыз.

В ноябре 2011 года певица отпраздновала свой пятидесятилетний юбилей. На вечер были приглашены близкие друзья, родные и звезды отечественной и зарубежной эстрады. Артисты казахского шоу-бизнеса, такие как Абдуллин Сагнай, Нагима Ескалиева, Абдуллин Нурлан, Мусин Коблан исполняли песни, автором и композитором которых являлась Айгуль Бабаева. 

В том же году на телеканале КТК стартует проект «Давай Поженимся!», в котором артистка является главной ведущей.

Айгуль Бабаева принимает участие в различных ТВ-программах, в качестве приглашенной звезды состояла в совете жюри таких телевизионных конкурсах, как Superstar KZ, X-Factor KZ, Звезды Шакена

## Телевидение
В 2010 году на телеканале «ЕЛ АРНА» стартовал проект «Женсовет». Айгуль Бабаева, наряду с деятельностью Айгуль Мукей, Ланой и Светланой Велитченко являлись её ведущими. Концепция проекта заключалось в том, что известные женщины с активной жизненной позицией из разных сфер деятельности обсуждают насущные темы. В 2011 году на телеканале «КТК» запустили передачу «Давай Поженимся», в которой Айгуль Бабаева является ведущей.

## Семья
Муж — Романюк Михаил, известный в прошлом музыкант, в настоящее время — бизнесмен и продюсер Айгуль. Дочь — Алисса.